# Европско првенство у атлетици у дворани 1974 — штафета 4 х 2 круга за мушкарце
Такмичење штафета 4 х 2 круга у мушкој конкуренцији на 5. Европском првенству у атлетици у дворани 1974. одржано је 9. марта 1974.  године у дворани Скандинавијум у Гетеборгу, (Шведска).
Пошто је кружна стаза у Гетеборгу износила 192 метара, није се могло одржати такмичење штафета 4 х 400 метара јер су два круга уместо 400 метара износила 392 метра, тако да је било немогуће измене штафета извршити на местима које та трка по правилима ИААФ предвиђа, па је назив ове дисциплине био штафета 4 х 2 круга. Победницама се рачунају медаље, а постигнути резултати не, јер су постигнути у дисциплини која званично не постоји.
Учествовало је 8 такмичара у 2 штафете из исто толико земаља.

## Резултати

### Коначан пласман
| Пласман | Атлетичари                                               | Земља     | Резултат | Белешка |
| ------- | -------------------------------------------------------- | --------- | -------- | ------- |
|         | Михаел Фредриксон Герт Мелер Андерс Фогер Димитре Грама  | Шведска   | 3:04,55  |         |
|         | Пјер Бонвен Патрик Салвадор Роже Веласкез Лионел Маленгр | Француска | 3:05,46  |         |